# Tappeto volante (programma televisivo)
Tappeto volante è stato un talk show ideato e condotto Luciano Rispoli. Il programma ha vissuto il momento maggiore di popolarità tra il 1993 e il 2000 quando andava in onda su TMC dallo studio di Via Gabriello Chiabrera 54d. Successivamente è stata trasmesso da Odeon TV (2001), RaiSat Album (2002) e Canale Italia (2004-2009). 

## Il programma

### 1993-2000 - Il debutto e le edizioni di successo a TMC
Nel 1993 Luciano Rispoli, su mandato del direttore generale di TMC Emmanuele Milano, idea un contenitore, sostituto di TV Donna, che occupa il palinsesto dalle 12:00 alle 18:45, e include film, telefilm, giochi telefonici, sondaggi, rubriche di cucina come il fortunato  Sale, Pepe e fantasia e La Spesa di Wilma De Angelis, le previsioni meteorologiche curate da Paolo Sottocorona e il rinnovato TMC News. La trasmissione prevede la presenza in studio di personaggi della politica, dell'attualità, della cultura e dello spettacolo per interviste svolte in un clima familiare e salottiero, ed esibizioni sia canore che di arti varie. L'uso della diretta consente inoltre ai telespettatori di intervenire al telefono per partecipare a dei giochi a quiz, parlare direttamente con i vari ospiti, oppure dettare a un centralino la propria opinione e le domande da rivolgere ai personaggi presenti in studio. Ogni puntata prevede inoltre, in collaborazione con la testata giornalistica della rete, il lancio di un sondaggio per il pubblico, i cui risultati vengono comunicati in tarda serata nell'appendice del programma intitolata I sondaggi di Tappeto volante. La prima edizione prende il via il 15 marzo 1993 e prosegue sino a giugno. Ad affiancare Rispoli nel corso delle lunga diretta sono presenti Melba Ruffo, l'attrice Cristina Giani, la cantante Rita Forte e una giovane Arianna Ciampoli. Quest'ultima si occupa prevalentemente di uno spazio dedicato ai più piccoli dal titolo Sorrisi e Cartoni, in seguito divenuto un programma autonomo.
Nella stagione 1993/1994, pur mantenendo all'interno ancora alcune rubriche della rete come Sale, pepe e fantasia, il programma abbandona sempre più la formula del contenitore per assumere maggiormente carattere di talk show, andando in onda tutti i pomeriggi dal lunedì al venerdì dalle 15:40 alle 19:30 ed in seguito dalle 16:00 alle 18:00. Lo studio viene trasformato in un vero e proprio salotto domestico, con ampi divani bianchi, tavolino assortito di bevande e dolci, e un pianoforte a coda suonato da Rita Forte riconfermata nel cast insieme a Melba Ruffo. Visto il buon riscontro ottenuto al pomeriggio, da luglio a settembre del 1994 viene realizzata una versione serale estiva dal titolo Le mille e una notte del Tappeto volante in onda dal lunedì al venerdì alle 23:00 e condotta ancora una volta da Rispoli con Rita Forte e Melba Ruffo. La versione serale viene proposta anche per tutta la stagione 1994/1995 insieme al consueto appuntamento pomeridiano che viene però ridotto a poco più di un'ora e mezza di trasmissione (dalle 16:00 alle 17:45). La sera del 18 ottobre viene realizzato uno speciale appuntamento in prima serata in cui si chiacchiera in attesa della partita di calcio Marítimo Funchal - Juventus prevista alle 21.45 sempre sugli schermi di TMC. Il 31 dicembre dello stesso anno viene inoltre realizzato uno speciale in onda dalle 23:00 dal titolo Capodanno con Tappeto Volante. Nell'estate del 1995 viene infine realizzato un nuovo spin off dal titolo Le mille e una nota del Tappetto Volante, un gioco a quiz musicale condotto da Rita Forte, in onda da lunedì al venerdì dalle 12:00 alle 13:00. Nella stagione 1995/1996 il programma torna con l'intero cast nella consueta collocazione pomeridiana e solo nel periodo autunnale con la versione serale de Le mille e una notte del Tappeto Volante.
La stagione 1996/1997 è caratterizzata dall'arrivo nel cast di Roberta Capua che prende il posto di Melba Ruffo, passata in Rai per condurre Unomattina. In questa stagione la trasmissione va in onda anche al sabato ed è anticipata in palinsesto dalle 15:00 alle 17:00. La puntata del lunedì va in onda con il titolo La posta del Tappeto volante ed è dedicata alle lettere e mail in cui il pubblico da casa può richiedere di rivedere alcuni momenti della trasmissione già andati in onda. In questa edizione il programma ottiene importanti riscontri sul fronte Auditel, raggiungendo in alcune puntate picchi del 13% di share. Per tutto il mese di giugno 1997 viene trasmesso un meglio di... della stagione appena conclusa dal titolo Tappeto Volante Unforgettable, mentre giovedì 10 luglio viene trasmesso in prima serata Tappeto Volante, bella serata di prima estate, uno speciale appuntamento ad Ischia nel quale, insieme ai volti principali della rete, viene presentata la programmazione di TMC per la stagione 1997/1998.
La sesta edizione prende il via nell'autunno del 1997 e vede la conferma nel cast di Roberta Capua. La trasmissione torna ad andare in onda dal lunedì al venerdì. Al posto di Rita Forte arriva la cantante Stefania Cuneo che, sino al mese di marzo 1998, cura gli intermezzi musicali coadiuvata da un gruppo di 4 ragazze chiamato Le Dolci Manie. Dal 1º aprile la parte musicale viene invece affidata al gruppo dei Sei come Sei, lanciato lo stesso anno dalla trasmissione Domenica in. Nel corso della puntata in onda il pomeriggio del 26 marzo 1998 il conduttore e i suoi ospiti avvertono in diretta, alle 17:26, la forte scossa di terremoto avvenuta in Umbria con epicentro a Gualdo Tadino (magnitudo pari a 5.4). Le telecamere e i riflettori dello studio tremano per diversi secondi provocando una reazione di paura e stupore tra i presenti. La settima stagione prende il via nell'autunno del 1998 ed è segnata dall'arrivo nel cast di Samantha De Grenet e della Miss Italia Claudia Trieste che prendono il posto di Roberta Capua, passata in Rai per condurre il contenitore In Famiglia. Al programma prende parte in alcune giornate anche Ela Weber, alla quale è affidato il compito di svolgere delle simpatiche lezioni di lingua tedesca. La parte musicale è affidata al quartetto musicale Unforgettables, composto da Stefania Del Prete, Letizia Mongelli, Sara Berni ed Elsbert Anthonysamy, che ad aprile cedono il posto al gruppo Sei come Sei. Dal 21 gennaio al 15 febbraio 1999, in seguito a dei problemi di salute di Luciano Rispoli, ricoverato ed operato d'urgenza per una serie di complicazioni legate alla colecisti, la trasmissione va in onda con la sola conduzione di Samantha De Grenet, che si limita ad aprire le puntate e lanciare dei filmati con il meglio delle interviste e dei momenti musicali della stagione in corso.
Nella stagione 1999/2000, con l'arrivo alla direzione di TMC di Sonia Raule, il programma abbandona la storica collocazione pomeridiana ed approda in prima serata al venerdì, assumendo il sottotitolo Protagonisti in Tv. Al fianco di Rispoli nell'appuntamento di prima serata arrivano due nuovi volti femminili: l'attrice Eliana Miglio e la modella spagnola Paula Smole La parte musicale è affidata ad un'orchestra di 14 elementi diretta dal maestro Giorgio Marconi, che accompagna anche la cantante Luciana Martini, che ha già' partecipato al programma nelle passate edizioni avendo fatto parte del gruppo dei Sei come Sei. Al nuovo appuntamento in prime time si aggiunge dal lunedì al giovedì una striscia di 15 minuti dal titolo Gli Incontri del Tappeto Volante, in onda dopo il tg di mezzanotte ed incentrata prevalentemente su interviste a personaggi noti fatte da Rispoli e da una nuova partner femminile, l'attrice Michela Rocco di Torrepadula. Le nuove collocazioni del programma non riscontrano il gradimento del pubblico e spingono TMC ad una nuova rimodulazione degli appuntamenti. La versione del venerdì passa dalla prima alla seconda serata, mentre l'appuntamento quotidiano viene spostato prima in al mattino e successivamente a mezzogiorno. La girandola di cambiamenti, unita al progressivo disinvestimento nella produzione dei programmi tv da parte del gruppo editoriale di Cecchi Gori, che in cinque anni di gestione di TMC si indebitò per mancato raggiungimento degli obiettivi di ascolto, portò Luciano Rispoli a non rinnovare il contratto e lasciare in polemica l'azienda, dichiarando di non aver trovato da parte dei vertici della rete volontà e presupposti per proseguire con la sua fortunata trasmissione e di voler lavorare solo con persone che gradiscano la sua presenza.

### 2001 - La breve esperienza a Odeon TV
Il 26 febbraio 2001 il programma torna in onda sul circuito Odeon TV con un appuntamento quotidiano dal lunedì al venerdì dalle 20:00 alle 20:15, ed un'edizione di prima serata il sabato dalle 20:00 alle 22:30. Il format rimane invariato mentre cambia la scenografia, che diventa più moderna e colorata. Ad affiancare Rispoli è la riconfermata Michela Rocco di Torrepadula, mentre gli spazi musicali sono curati dal maestro Giorgio Marconi, ugualmente già presente nelle precedenti stagioni su TMC.

### 2002 - Il passaggio in Rai
Dal 2 marzo 2002 il programma approda su RaiSat Album, canale televisivo dedicato alla memoria televisiva del passato edito da RaiSat e disponibile nel bouquet satellitare di TELE+ Digitale. La trasmissione che vede ancora una volta al fianco di Rispoli l'attrice Michela Rocco di Torrepadula viene trasmessa il venerdì, sabato e domenica alle 20:00 con repliche alle 10:00, 15:00 e 1:00.

### 2004-2009 - Le edizioni su Canale Italia
Dal 7 novembre 2004 Rispoli rispolvera infine il talk show su Canale Italia. La trasmissione è realizzata dalla VeniceFilm Production e va in onda la domenica alle 22:30 e in replica il mercoledì alle 23:30. Al fianco di Rispoli arriva la giovanissima Ginevra Bichi Ruspoli, mentre la parte musicale è ancora una volta affidata al pianoforte del maestro Giorgio Marconi. Nonostante la poca visibilità del canale, grazie alla presenza di Rispoli, il programma riesce ad ospitare nel corso delle puntate numerose personalità di punta della cultura, dello spettacolo e della politica italiana, e viene riproposto con una nuova edizione, questa volta in prima serata, anche nella stagione 2005/2006, nella quale nel ruolo di padrona di casa al posto di Ginevra Bichi Ruspoli arriva l'ex miss Italia Tania Zamparo, mentre la parte musicale viene affidata alla pianista-cantante Silvia Pagni. In questa stagione, nel mese di maggio, il programma raggiunge il traguardo delle 2000 puntate. Il programma prosegue senza particolari cambiamenti e con il medesimo cast anche nella stagione 2006/2007. Nell'autunno del 2007 il programma riprende con una nuova edizione che lascia la collocazione settimanale di prima serata per un doppio appuntamento in onda il lunedì e il venerdì alle 23:00. Al fianco di Rispoli torna dopo 10 anni la cantante Rita Forte, che in questa edizione ricopre oltre al ruolo di musicista anche quello di co-conduttrice. La trasmissione prosegue con la stessa collocazione e la presenza di Rita Forte anche nella sua ultima edizione in onda nella stagione 2008/2009 prodotta dalla Star Media (www.starmedia.biz) facendo registrare ottimi indici di ascolto.

## Cast ed edizioni
Nel corso delle differenti edizioni, al fianco di Luciano Rispoli si sono alternate nel ruolo di padrona di casa diverse figure femminili, inoltre erano presenti uno o più musicisti per sottolineare con la musica ed in particolare con il pianoforte i diversi momenti della trasmissione. Rita Forte è stata l'unica componente del cast a ricoprire entrambi i ruoli.
| Edizione | Periodo   | Rete televisiva | Conduzione      | Co-conduzione                | Co-conduzione                | Co-conduzione                | Cast musicale   | Cast musicale   | Cast musicale   | Regia          | Studi Tv                                                                |
| -------- | --------- | --------------- | --------------- | ---------------------------- | ---------------------------- | ---------------------------- | --------------- | --------------- | --------------- | -------------- | ----------------------------------------------------------------------- |
| 1ª       | 1993      | TMC             | Luciano Rispoli | Melba Ruffo                  | Cristina Giani               | Arianna Ciampoli             | Rita Forte      | Rita Forte      | Rita Forte      | Pepi Romagnoli | Via Gabriello Chiabrera 54d, Roma                                       |
| 2ª       | 1993-1994 | TMC             | Luciano Rispoli | Melba Ruffo                  | Melba Ruffo                  | Melba Ruffo                  | Rita Forte      | Rita Forte      | Rita Forte      | Pepi Romagnoli | Via Gabriello Chiabrera 54d, Roma                                       |
| 3ª       | 1994-1995 | TMC             | Luciano Rispoli | Melba Ruffo                  | Melba Ruffo                  | Melba Ruffo                  | Rita Forte      | Rita Forte      | Rita Forte      | Pepi Romagnoli | Via Gabriello Chiabrera 54d, Roma                                       |
| 4ª       | 1995-1996 | TMC             | Luciano Rispoli | Melba Ruffo                  | Melba Ruffo                  | Melba Ruffo                  | Rita Forte      | Rita Forte      | Rita Forte      | Pepi Romagnoli | Via Gabriello Chiabrera 54d, Roma                                       |
| 5ª       | 1996-1997 | TMC             | Luciano Rispoli | Roberta Capua                | Roberta Capua                | Roberta Capua                | Rita Forte      | Rita Forte      | Rita Forte      | Pepi Romagnoli | Via Gabriello Chiabrera 54d, Roma                                       |
| 6ª       | 1997-1998 | TMC             | Luciano Rispoli | Roberta Capua                | Roberta Capua                | Roberta Capua                | Stefania Cuneo  | Dolci Manie     | Sei come Sei    | Pepi Romagnoli | Via Gabriello Chiabrera 54d, Roma                                       |
| 7ª       | 1998-1999 | TMC             | Luciano Rispoli | Samantha De Grenet           | Claudia Trieste              | Ela Weber                    | Unforgettables  | Unforgettables  | Sei come Sei    | Pepi Romagnoli | Via Gabriello Chiabrera 54d, Roma                                       |
| 8ª       | 1999-2000 | TMC             | Luciano Rispoli | Eliana Miglio                | Paula Smole                  | Michela Rocco di Torrepadula | Giorgio Marconi | Luciana Martini | Luciana Martini | Pepi Romagnoli | Via Gabriello Chiabrera 54d, Roma                                       |
| 9ª       | 2001      | Odeon TV        | Luciano Rispoli | Michela Rocco di Torrepadula | Michela Rocco di Torrepadula | Michela Rocco di Torrepadula | Giorgio Marconi | Giorgio Marconi | Giorgio Marconi | Pepi Romagnoli | Via Giacomo Rho, Roma                                                   |
| 10ª      | 2002      | RaiSat Album    | Luciano Rispoli | Michela Rocco di Torrepadula | Michela Rocco di Torrepadula | Michela Rocco di Torrepadula | Giorgio Marconi | Giorgio Marconi | Giorgio Marconi | Pepi Romagnoli | Via Giacomo Rho, Roma                                                   |
| 11ª      | 2004-2005 | Canale Italia   | Luciano Rispoli | Ginevra Bichi Ruspoli        | Ginevra Bichi Ruspoli        | Ginevra Bichi Ruspoli        | Giorgio Marconi | Giorgio Marconi | Giorgio Marconi | Pepi Romagnoli | Hotel Rome Sheraton Parco de' Medici, Via Salvatore Rebecchini 39, Roma |
| 12ª      | 2005-2006 | Canale Italia   | Luciano Rispoli | Tania Zamparo                | Tania Zamparo                | Tania Zamparo                | Silvia Pagni    | Silvia Pagni    | Silvia Pagni    | Pepi Romagnoli | Hotel Rome Sheraton Parco de' Medici, Via Salvatore Rebecchini 39, Roma |
| 13ª      | 2006-2007 | Canale Italia   | Luciano Rispoli | Tania Zamparo                | Tania Zamparo                | Tania Zamparo                | Silvia Pagni    | Silvia Pagni    | Silvia Pagni    | Pepi Romagnoli | Hotel Rome Sheraton Parco de' Medici, Via Salvatore Rebecchini 39, Roma |
| 14ª      | 2007-2008 | Canale Italia   | Luciano Rispoli | Rita Forte                   | Rita Forte                   | Rita Forte                   | Rita Forte      | Rita Forte      | Rita Forte      | Pepi Romagnoli | Hotel Rome Sheraton Parco de' Medici, Via Salvatore Rebecchini 39, Roma |
| 15ª      | 2008-2009 | Canale Italia   | Luciano Rispoli | Rita Forte                   | Rita Forte                   | Rita Forte                   | Rita Forte      | Rita Forte      | Rita Forte      | Pepi Romagnoli | Hotel Rome Sheraton Parco de' Medici, Via Salvatore Rebecchini 39, Roma |

## Spin-off
- I sondaggi di Tappeto Volante (TMC, 1993)
- Le mille e una notte del Tappeto Volante (TMC,1994-1995)
- Capodanno con Tappeto Volante (TMC,1994-1995)
- Le mille e una nota del Tappeto Volante (TMC,1995)
- La Posta del Tappeto Volante (TMC,1996-1997)
- Tappeto Volante Unforgettable (TMC,1997)
- Tappeto volante - Bella serata di prima estate (TMC,1997)
- Gli incontri del Tappeto Volante (TMC,1999-2000)

## Premi
- Premio Regia Televisiva (1993)[18]
- Premio Regia Televisiva (1994)[19]
- Premio Cesare Marchi (1998)[20]